# Thamnostoma tetrellum
Thamnostoma tetrellum is een hydroïdpoliep uit de familie Bougainvilliidae. De poliep komt uit het geslacht Thamnostoma. Thamnostoma tetrellum werd in 1879 voor het eerst wetenschappelijk beschreven door Haeckel. 